# Françoise d'Orléans-Bragance
Marie Françoise Amélie Louise Victoire Thérèse Elisabeth d'Orléans et Bragance, qui porte les titres de courtoisie de princesse d’Orléans et Bragance et de duchesse de Bragance, est née le 8 septembre 1914 au château d'Eu (Seine-Inférieure) et morte le 15 janvier 1968 à Lisbonne.

## Famille
Françoise d'Orléans et Bragance est la deuxième fille du prince Pierre d'Alcantara d'Orléans et Bragance (1875-1940), prince du Grão-Pará, et de son épouse, la comtesse tchèque Élisabeth Dobrzensky de Dobrzenicz (1875-1951). Elle est donc membre de la branche de Petropolis des Orléans et Bragance, l'ancienne famille impériale du Brésil.
Par son père, Françoise d'Orléans et Bragance est l’arrière-arrière-petite-fille de l’empereur Pierre Ier du Brésil (1798-1834), également roi de Portugal sous le nom de Pierre IV, l’arrière-petite-fille de l’empereur Pierre II du Brésil (1825-1891), frère cadet de la reine Marie II de Portugal (1819-1853) et l'arrière-arrière-petite-fille du roi des Français Louis-Philippe Ier (1773-1850). Françoise d’Orléans et Bragance est donc une descendante de la branche aînée de la maison de Bragance et des Orléans. 
Le 15 octobre 1942, elle épouse, dans la cathédrale de Petrópolis, au Brésil, Édouard Nuno de Bragance, prétendant au trône de Portugal depuis 1920. De cette union naissent trois enfants :
- Édouard Pie de Bragance, prétendant au titre de duc de Bragance (1945) ;
- Michel Raphaël de Bragance, prétendant au titre de duc de Viseu (1946) ;
- Henri Nuno de Bragance, prétendant au titre de duc de Coimbra (1949-2017).

## Biographie
Comme ses frères et sœurs, Françoise d'Orléans et Bragance, que sa famille appelle affectueusement « Chica », passe les premières années de son enfance en Normandie, aux côtés de ses parents et de ses grands-parents, le comte et la comtesse d'Eu. 
De fait, Françoise d'Orléans et Bragance visite pour la première fois le Brésil à l'âge de 6 ans, en 1920, lorsque la loi d'exil touchant sa famille est abrogée par le président Epitácio Pessoa. Par la suite, elle revient dans son pays en 1922, à l'occasion de la fête du centenaire de l'indépendance du Brésil.
C’est toutefois réellement à partir de 1936 que Françoise d'Orléans et Bragance et sa famille s’installent au Brésil. Cette même année, elle part avec son père et son frère aîné, Pierre-Gaston d’Orléans et Bragance (né en 1913), pour une expédition de plusieurs mois dans le Mato Grosso, où ils entrent en contact avec plusieurs peuplades indigènes et découvrent des régions encore sauvages du Brésil. 
En 1942, elle épouse un cousin éloigné, Édouard de Bragance. Il s’agit là d’une union éminemment politique puisque le jeune chef de la branche cadette (son frère aîné a laissé trois enfants) de la maison de Bragance est contesté par une partie des monarchistes portugais qui refusent de voir dans le descendant de Michel Ier (1802-1866) l’incarnation de la royauté portugaise. Or, Françoise est issue de la branche aînée de Bragance et peut donc également prétendre au titre de « reine de Portugal » (après ses frères et sa sœur aînés, il est vrai). Surtout, elle est issue d’une famille de tradition libérale, ce qui rassure les monarchistes constitutionnalistes, tandis que ses origines brésiliennes en font une souveraine idéale pour les nationalistes portugais. 
Afin d’affermir la position d’héritier unique que revendique son beau-frère, Pierre-Gaston d’Orléans et Bragance renonce officiellement[C'est-à-dire ?] à ses droits au titre de duc de Bragance en faveur de sa sœur, Françoise, et de ses descendants, en 1945 (Pierre-Gaston a cependant un frère, Jean d’Orléans et Bragance, ainsi qu'une sœur plus âgée que Françoise). À cette époque, certains légistes portugais[Lesquels ?] rappellent en effet que ce titre appartient de droit à la branche aînée des descendants du roi Pierre IV de Portugal et que l’empereur Pierre II du Brésil, grand-père de Pierre-Gaston, l’a d’ailleurs porté pendant son exil en France, après 1889[réf. nécessaire]. Or la coutume portugaise donne le droit aux détenteurs d’un titre de noblesse d’en altérer la succession, ce qui permet à Pierre-Gaston de conférer légalement[réf. nécessaire] à son beau-frère et à sa sœur les titres de duc et duchesse de Bragance.
Tous ces évènements permettent à Édouard de Bragance et à son épouse d’être, peu à peu, reconnus comme les légitimes prétendants au trône de Portugal par une grande majorité des monarchistes portugais. Mais les portes de leur pays leur restent fermées par les lois d'exil du 19 décembre 1834 et du 15 octobre 1910 qui touchent les deux anciennes familles royales portugaises. Le duc et la duchesse de Bragance partagent donc leur existence entre la Suisse et la France, où ils sont installés. 
C’est seulement le 27 mai 1950 que l’Assemblée nationale portugaise permet au couple et à ses enfants de revenir vivre dans leur pays. Malgré tout, le duc et la duchesse de Bragance ne retournent pas au Portugal avant l’année 1952, à cause d’un accident de voiture survenu à Thionville qui laisse Édouard de Bragance grièvement blessé. Une fois rétabli, le prétendant et son épouse s’installent dans une résidence que leur offre la Fondation Maison de Bragance.
En 1951, meurt le président portugais Óscar Carmona. Le dictateur Salazar (président du conseil des ministres) envisage alors, pendant un certain temps, de restaurer la monarchie et de faire d'Édouard de Bragance et de Françoise les nouveaux rois de son pays[réf. nécessaire]. Mais le dictateur se ravise finalement et préfère conserver le pouvoir, comme le lui permet la Constitution de l’Estado Novo de 1933.
Âgée de seulement 54 ans, Françoise d’Orléans et Bragance s’éteint en 1968. Son corps est alors placé au monastère augustinien de Vila Viçosa, dans le mausolée traditionnel des princes de la maison ducale de Bragance, ceux de la maison royale de Bragance (entre 1640 et 1910) se trouvent à Lisbonne dans le Monastère de Saint Vincent de Fora.

## Ascendance
|  |                                                  |  |  |  |  |  |  |  |  |  |  |  |  |
|  | 8. Louis d'Orléans                               |  |  |  |  |  |  |  |  |  |  |  |  |
|  |                                                  |  |  |  |  |  |  |  |  |  |  |  |  |
|  |                                                  |  |  |  |  |  |  |  |  |  |  |  |  |
|  | 4. Gaston d'Orléans                              |  |  |  |  |  |  |  |  |  |  |  |  |
|  |                                                  |  |  |  |  |  |  |  |  |  |  |  |  |
|  |                                                  |  |  |  |  |  |  |  |  |  |  |  |  |
|  | 9. Victoire de Saxe-Cobourg-Gotha                |  |  |  |  |  |  |  |  |  |  |  |  |
|  |                                                  |  |  |  |  |  |  |  |  |  |  |  |  |
|  |                                                  |  |  |  |  |  |  |  |  |  |  |  |  |
|  | 2. Pierre d'Orléans-Bragance                     |  |  |  |  |  |  |  |  |  |  |  |  |
|  |                                                  |  |  |  |  |  |  |  |  |  |  |  |  |
|  |                                                  |  |  |  |  |  |  |  |  |  |  |  |  |
|  | 10. Pierre II du Brésil                          |  |  |  |  |  |  |  |  |  |  |  |  |
|  |                                                  |  |  |  |  |  |  |  |  |  |  |  |  |
|  |                                                  |  |  |  |  |  |  |  |  |  |  |  |  |
|  | 5. Isabelle du Brésil                            |  |  |  |  |  |  |  |  |  |  |  |  |
|  |                                                  |  |  |  |  |  |  |  |  |  |  |  |  |
|  |                                                  |  |  |  |  |  |  |  |  |  |  |  |  |
|  | 11. Thérèse-Christine de Bourbon-Siciles         |  |  |  |  |  |  |  |  |  |  |  |  |
|  |                                                  |  |  |  |  |  |  |  |  |  |  |  |  |
|  |                                                  |  |  |  |  |  |  |  |  |  |  |  |  |
|  | 1. Françoise d'Orléans-Bragance                  |  |  |  |  |  |  |  |  |  |  |  |  |
|  |                                                  |  |  |  |  |  |  |  |  |  |  |  |  |
|  |                                                  |  |  |  |  |  |  |  |  |  |  |  |  |
|  | 12. Johann Nepomuk II Dobrženský de Dobrženitz   |  |  |  |  |  |  |  |  |  |  |  |  |
|  |                                                  |  |  |  |  |  |  |  |  |  |  |  |  |
|  |                                                  |  |  |  |  |  |  |  |  |  |  |  |  |
|  | 6. Jean Wenceslas Dobrzensky de Dobrzenicz       |  |  |  |  |  |  |  |  |  |  |  |  |
|  |                                                  |  |  |  |  |  |  |  |  |  |  |  |  |
|  |                                                  |  |  |  |  |  |  |  |  |  |  |  |  |
|  | 13. Marie Friederike Wanczura de Rzehnicz        |  |  |  |  |  |  |  |  |  |  |  |  |
|  |                                                  |  |  |  |  |  |  |  |  |  |  |  |  |
|  |                                                  |  |  |  |  |  |  |  |  |  |  |  |  |
|  | 3. Élisabeth Dobrzensky de Dobrzenicz            |  |  |  |  |  |  |  |  |  |  |  |  |
|  |                                                  |  |  |  |  |  |  |  |  |  |  |  |  |
|  |                                                  |  |  |  |  |  |  |  |  |  |  |  |  |
|  | 14. Josef Kottulinsky de Kottulin et Krzizkowitz |  |  |  |  |  |  |  |  |  |  |  |  |
|  |                                                  |  |  |  |  |  |  |  |  |  |  |  |  |
|  |                                                  |  |  |  |  |  |  |  |  |  |  |  |  |
|  | 7. Élisabeth Kottulinsky de Kottulin             |  |  |  |  |  |  |  |  |  |  |  |  |
|  |                                                  |  |  |  |  |  |  |  |  |  |  |  |  |
|  |                                                  |  |  |  |  |  |  |  |  |  |  |  |  |
|  | 15. Adelheid d'Attems-Heiligenkreuz              |  |  |  |  |  |  |  |  |  |  |  |  |
|  |                                                  |  |  |  |  |  |  |  |  |  |  |  |  |
|  |                                                  |  |  |  |  |  |  |  |  |  |  |  |  |

## Titulature et décorations

### Titulature
- 8 septembre 1914 - 15 octobre 1942 : Son Altesse Royale la princesse Françoise d'Orléans et Bragance[3] ;
- 15 octobre 1942 - 15 janvier 1968 : Son Altesse Royale la duchesse de Bragance[4] ;
  - pour les partisans de son mari  : Sa Majesté la reine de Portugal[5].

### Décorations dynastiques
- Grand maître de l'ordre royal de Sainte-Isabelle (maison de Bragance, 15 octobre 1942)[6]

## Sources et références

### Sources partielles
- Antonio Cabral, El-Rei D. Duarte II: rei morto, rei posto, a sua vida, os seus direitos, paginas de historia. Lisbon: Livraria popular de F. Franco, 1934.
- Manuel de Bettencourt e Galvão, O Duque de Bragança. Lisbon: Edições Gama, 1945.
- Isabelle, comtesse de Paris, Tout m’est bonheur (t. 1), Éditions Robert Laffont, Paris 1978,  (ISBN 2-22-100107-9).
- Isabelle, comtesse de Paris, Tout m’est bonheur, Les Chemins creux (t. 2), Éditions Robert Laffont, Paris 1981,  (ISBN 2-22-100834-0).
- Jean-Charles Volkmann, Généalogie des rois et des princes, Edit. Jean-Paul Gisserot (1998).

### Bases de données
- Notices d'autorité :   - VIAF
  - LCCN
  - WorldCat

### Autres liens
- Site de l'association Pró Monarquia, qui soutient la branche cadette (branche de Vassouras) de la famille d'Orléans et Bragance.
- Site du prétendant Duarte de Bragança
- Site du château d'Eu où Françoise d’Orléans et Bragance a passé son enfance